# Balázs Havasi
Balázs Havasi (HAVASI) (Boedapest, 18 september 1975) is een Hongaarse pianist en componist.
Hij maakt composities voor een symfonieorkest, rockdrums en piano. Wereldwijd treedt hij op in diverse grote zalen.

## Discografie
- Confessions on Piano (2001)
- Seasons (2001)
- Sounds Of The Heart (2003)
- Best of Havasi (2004)
- Days and Nights (2004)
- Piano (2005)
- 7 (Seven) (CD+DVD) (2006)
- Infinity (2007)
- Red (2010)
- Symphonic (CD) (2010)
- Symphonic (DVD) (2010)
- Drum and Piano (CD + DVD) (2011)
- Brush and Piano (CD) (2012)
- Symphonic II (2013)
- Hypnotic (2016)
- Solo Piano Etuds No. 1-13 (2017)
- Pure Piano (2017)
- Symphonic Live (2018)
- Rebirth (CD) (2018)
- The World Of Havasi (2022)
- Metamorphosis (2023)